# Каухчишвили, Семён Георгиевич
Семен Георгиевич Каухчишвили (груз. სემიონ გეორგიევიჩ ყაუხჩიშვილი; 1895—1981) — советский и грузинский учёный в области филологии, истории, источниковедения и археографии, доктор филологических наук (1927), профессор (1930), академик АН Грузинской ССР (1969).  Заслуженный деятель науки Грузинской ССР (1969). Основоположник грузинской научной школы византинистики и классической филологии.

## Биография
Родился 1 октября 1895 года в Кутаисе в семье присяжного поверенного.
С 1903 по 1913 год обучался в Кутаисской мужской гимназии, которую окончил с  с серебряной медалью. С 1913 по 1917 год обучался на классическом отделении историко-филологического факультета и одновременно на отделении армяно-грузинской филологии факультета восточных языков Петроградского Императорского университета, который окончил с отличием, ученик профессоров Г. Ф. Церетели, Ф. Ф. Зелинского и Н. Я. Марра.
С 1918 по 1981 год на педагогической работе в Тбилисском государственном университете в качестве преподавателя кафедры греческой-византийской филологии под руководством профессора И. А. Джавахишвили. С 1920 по 1923 год от университета был направлен в научную заграничную командировку в Берлинском и Афинском университетах, где изучал византинистику, историческое источниковедение, греческую палеографию и эпиграфику. С 1923 по 1926 год — ассистент, с 1926 по 1930 год — доцент, с 1930 по 1938 и с 1940 по 1981 год — профессор, одновременно с 1927 по 1938 год — заведующий кафедрой византиноведения, с  1940 по 1954 год — заведующий кафедрой классической филологии. 
С 1930 года был одним из инициаторов создания Кутаисского университета и с 1933 по 1954 год являлся там профессором. С 1937 по 1938 год одновременно с педагогической занимался научной работой в Институте языка имени Н. Я. Марра АН Грузинской ССР в качестве старшего научного сотрудника. В 1938 году был арестован органами НКВД СССР как «агент немецкого империализма», но в 1939 году был освобождён из под стражи. С 1939 по 1940 год на научной работе в Институте мировой литературы АН СССР в качестве научного сотрудника отдела античной литературы. С 1940 года на научной работе в  Институте языка, истории и материальной культуры АН Грузинской ССР в качестве заместителя заведующего отделом лексикологии и научной терминологии. С 1945 по 1981 год — руководитель Сектора филологии (с 1960 года — отдел византинологии Института востоковедения АН Грузинской ССР).

### Научно-педагогическая деятельность и вклад в науку
Основная научно-педагогическая деятельность С. Г. Каухчишвили была связана с вопросами в области филологии, истории, источниковедения и археографии, занимался исследованиями в области византинистики, исторического источниковедения, греческой эпиграфики и палеографии. С 1955 по 1981 год являлся членом редакционной коллегии научного журнала «Византийский временник» и Грузинской советской энциклопедии, с 1932 по 1937 год являлся учёным секретарём редакционной коллегии Советской энциклопедии в Грузинской ССР. С. Г. Каухчишвили являлся — председателем Грузинского историко-этнографического общества (с 1927), членом Учёных советов Тбилисского государственного университета, Института востоковедения и Института  истории Академии наук Грузинской ССР.  
В 1927 году защитил докторскую диссертацию на соискание учёной степени доктор филологических наук по теме: «О грузинском перереводе "Хронографии" Георгия Амартола». В 1930 году ВАК СССР ему было присвоено учёное звание профессор. В 1950 году был избран член-корреспондентом, а в 1969 году — действительным членом  АН Грузинской ССР.  С. Г. Каухчишвили было написано более трёхсот научных работ, в том числе двадцати монографий и сто шестьдесят научных статей опубликованных в ведущих научных журналах, под его руководством было выполнено семь докторских и двадцать кандидатских диссертаций.

## Награды и премии
- Орден Трудового Красного Знамени
- Орден «Знак Почёта»
- Заслуженный деятель науки Грузинской ССР[3][1]